# مارغريت والاس
مارغريت والاس (بالإنجليزية: Margaret Wallace)‏ هي سيدة أعمال أمريكية، ولدت في 30 مايو 1967 في فيلادلفيا في الولايات المتحدة.